# Iridomyrmex mjobergi
Iridomyrmex mjobergi é uma espécie de formiga do gênero Iridomyrmex.